# Elsa Duhamel
Elsa Duhamel (* 1988 in Lille) ist eine französische Animationsfilmerin.

## Leben
Duhamel studierte Animationsfilm an der École supérieure des arts appliqués et du textile (ESAAT) in Roubaix und der École des Métiers du Cinéma d’Animation (EMCA) in Angoulême. An der EMCA entstand Duhamels erster Kurzfilm Françoise, bei dem sie Regie führte und für den sie auch das Drehbuch verfasste. In Françoise setzte sie den authentischen Bericht eines Vergewaltigungsopfers in Animation um. Nach Ende des Studiums an der EMCA ging Duhamel an die Hochschule für Animationsfilm La Poudrière in Valence, wo sie sich auf den Bereich Regiearbeit spezialisierte und 2013 mit Pieds verts ihren Abschlussfilm vorlegte. Er handelt von einer Gruppe Algeriern, die in Nordfrankreich einen mediterranen Garten anlegen. Der Film erhielt 2014 auf dem Hiroshima Kokusai Animation Festival eine Nominierung für den Grand Prix.
Nach Ende des Studiums begann Duhamel 2015 mit der Arbeit an ihrem dritten Animationsfilm Die Stute. Animation begleitet dabei die authentische Lebensgeschichte der Vietnamesin Jeanne, die 1959 in Saigon geboren wurde, Pferde liebt und 1975 das Land als Bootsflüchtling verließ. Die Stute lief unter anderem 2020 auf dem Festival du Court-Métrage de Clermont-Ferrand. Im Jahr 2021 wurde der Film für einen César in der Kategorie Bester animierter Kurzfilm nominiert.
Als Animatorin und Coloristin war Duhamel unter anderem am Kurzfilm Der mit den zwei Seelen und an der Fernsehserie Wer nicht fragt, stirbt dumm! beteiligt.

## Filmografie
- 2010: Françoise
- 2013: Pieds verts
- 2019: Die Stute (Bach-Hông)

## Auszeichnungen
- 2014: Nominierung Grand Prix, Hiroshima Kokusai Animation Festival, für Pieds verts
- 2021: César-Nominierung, Bester animierter Kurzfilm, für Die Stute